# Strada delle cento miglia
La strada delle cento miglia è una strada romana ipotizzata dallo studio dell'Itinerarium Antonini.

## Percorso
Si ipotizza che la via corrisponda al collegamento tra Parma e Lucca, in quanto la sua lunghezza di cento miglia romane esatte come indicato nell'Itinerarium Antonini, risalente alla fine del III secolo o all'inizio del IV, che indicava una via "Parme-Laca", precedendo come in tutte le rubriche con "item" e seguendo un itinerario da nord a sud. Nella rubrica successiva era descritto l'itinerario Lucca-Roma preceduto da "per Clodiam". Il termine "per Clodiam" è collegabile alla via Clodia Nova che connetteva effettivamente Lucca a Luni.
Esiste tuttavia anche l'ipotesi che "Laca" sia l'errata trascrizione di Luna, ma ciò pare poco probabile per via della posizione nella Tavola Peutingeriana di Foro Clodi, collocata all'intersezione tra una strada interna, proveniente dalla valle dell'Auser o Serchio, e la via che saliva da Luni e proseguiva per Parma attraverso il Passo del Lagastrello. Questa ipotesi che "Laca" corrisponda a Luni è a maggior ragione da scartare perché la distanza fra Parma e Luni è di un terzo inferiore a 100 miglia romane (mentre è esattamente quella che corrisponde alla via diretta fra Lucca e Parma passando per il Passo del Lagastrello).
La strada delle cento miglia partiva dalla periferia est della città di Parma e procedeva verso sud lungo la valle del torrente Parma, valicando il monte Caio e proseguendo nella valle del torrente Cedra; oltrepassava poi il Malpasso (odierno passo del Lagastrello), raggiungendo Lucca attraverso la valle del Serchio (attuale Garfagnana), dopo aver toccato Foro Clodi (probabilmente l'odierna Fivizzano è da escludere che sia invece Piazza al Serchio come da qualcuno affermato per il semplice motivo che sulla Tabula Peutingeriana è indicata la distanza. Dal Foro Clodi dipartiva il ramo della strada per Luni, ramo che aveva una lunghezza di XVI miglia romane.
A partire da Parma, a intervalli regolari, è possibile identificare le prime quattro mutationes poste a cinque miglia romane di distanza l'una dall'altra, arrivando dopo venticinque miglia alla prima mansio o statio, situata nei pressi di Tizzano Val Parma.
Significativo è il fatto che i toponimi odierni della prima mansio dopo Parma e di quella dopo Tizzano siano "Musiara".
Non è conosciuto un ponte romano in pietra sul torrente Parma, perciò si suppone vi fosse un guado tra le località di Siola e Antesica: la prima potrebbe indicare un servizio di sellula per l'attraversamento del fiume, mentre la seconda potrebbe derivare da ante sellula. Il guado fu poi protetto da un castello intorno al IX o X secolo.

## Storia

### La guerra dei Romani contro i Liguri
Una rapida via di collegamento attraverso l'Appennino parmense che collegasse Parma e il mare, lunga sole cento miglia item Parme Laca m.p.C., fu tracciata nel II secolo a.C., all'epoca della guerra tra i Romani e i Liguri.
Risultava fondamentale per i Romani mantenerne il controllo, in quanto la strada valicava due passi appenninici: il monte Caio, da cui era possibile vigilare l'alta val Parma, la val Parmossa, la val Bardea e la val Cedra, e il Malpasso, da cui era possibile sorvegliare la sponda sinistra della media e alta valle dell'Enza, la valle del Taverone e, di conseguenza, la valle dell'Aulella e la media val Magra.
Alcuni documenti testimoniano che nel 185 a.C. la città di Luni si trovava in difficoltà, circondata dai Liguri, e una colonna comandata dal console Marco Sempronio Tudiano attaccò gli Apuani e proseguì per il fiume Magra e il porto di Luni, provenendo dal Malpasso, dopo aver risalito l'Appennino parmense lungo la strada delle cento miglia, unico asse viario controllato dai Romani.
Un altro fatto bellico, a conferma dell'esistenza di una strada militare che collegava Parma a Luni, è riscontrabile nelle cronache del 187 a.C., quando Marco Emilio Lepido, proveniente dall'accampamento di Castrignano di Langhirano, ove, in località Valle, sono ancora riconoscibili i terrapieni tipici di una fortificazione di età romana, puntò verso l'Appennino reggiano, dove sconfisse i Liguri prima a Ballistram e poi a Suismontiumque (Suis-montium-que): la prima potrebbe essere identificata con il monte Valestra, mentre la seconda potrebbe riferirsi all'Alpe di Succiso, detta S'cis in dialetto locale. Dopo tali vittorie potrebbe aver scelto di accamparsi a Vairo nel comune di Palanzano, dove nella località ancora chiamata "la vàla", che in realtà è in posizione elevata, esisteva un vallum.

### La via romana e i Longobardi
Terminate le guerre contro i Liguri, con la completa conquista romana dell'Ager Veleiates e la deportazione degli sconfitti, nella prima metà del II secolo a.C. la strada delle cento miglia perse importanza, a favore di passi appenninici più agevoli del Malpasso, tra cui la Cisa e il Cerreto.
Nel VI secolo, dopo la conquista da parte dei Longobardi, la strada assunse di nuovo un'importanza strategica e militare e il Malpasso divenne il cardine di comunicazione tra i ducati emiliani e la Toscana, poiché all'epoca del regno di re Alboino, tra il 568 e il 572, l'unico tratto appenninico libero era quello compreso fra il fiume Taro e il torrente Enza; secondo Pier Maria Conti, infatti, i Bizantini controllavano il castelliere Kastron Càmpas, nella media val di Taro, e Bisimànto (odierna Bismantova), a presidio del Cerreto. In questa situazione per i Longobardi l'unica possibilità per comunicare fra la Pianura Padana e la Toscana fu riadattare e fortificare il vecchio tracciato romano della strada delle cento miglia.
Intorno al 593, durante il regno di Agilulfo, per breve tempo i Longobardi presero Bismantova e alcune altre piazzeforti dell'Appennino, ma i Bizantini, che già all'epoca del regno di Tiberio II (578-582), approfittando del vuoto di potere lasciato dalla morte di Clefi, si erano impadroniti di numerosi ducati emiliani, con un colpo di mano la ripresero pochi anni dopo, fino alla nuova e definitiva conquista del re Rotari attorno al 644.
A testimonianza della presenza longobarda nella zona, si trovano sulla sponda destra della valle dell'Enza alcuni nomi di "santi longobardi", come cita Guglielmo Capacchi. Inoltre negli anni settanta del XX secolo, durante lo scavo della strada che mette in comunicazione le frazioni di Fontanafredda e Treviglio nel comune di Tizzano Val Parma, furono rinvenute in località Chiesa vecchia alcune sepolture di probabile origine longobarda, di rito ariano; il luogo di culto in cui erano collocate sorgeva lungo il tracciato dell'antica via romana del Malpasso, proprio dove la strada abbandonava il percorso a mezza costa iniziato nel tratto antecedente l'abitato di Albazzano, per salire direttamente al monte Caio. Una variante, probabilmente tracciata per il trasporto più agevole del vettovagliamento, già descritta nel De bello Gallico di Gaio Giulio Cesare, proseguiva verso la valle dell'Enza in direzione dell'attuale abitato di Ranzano, nel comune di Palanzano.

### La strada oggi
Pregevole è lo stato di conservazione del tratto di strada che va dall'abitato di Quinzano, posto nella parte a ovest del comune di Langhirano, fino alla frazione di Antesica, attraversando l'antichissimo abitato di Cattabiano.